# Hackintosh

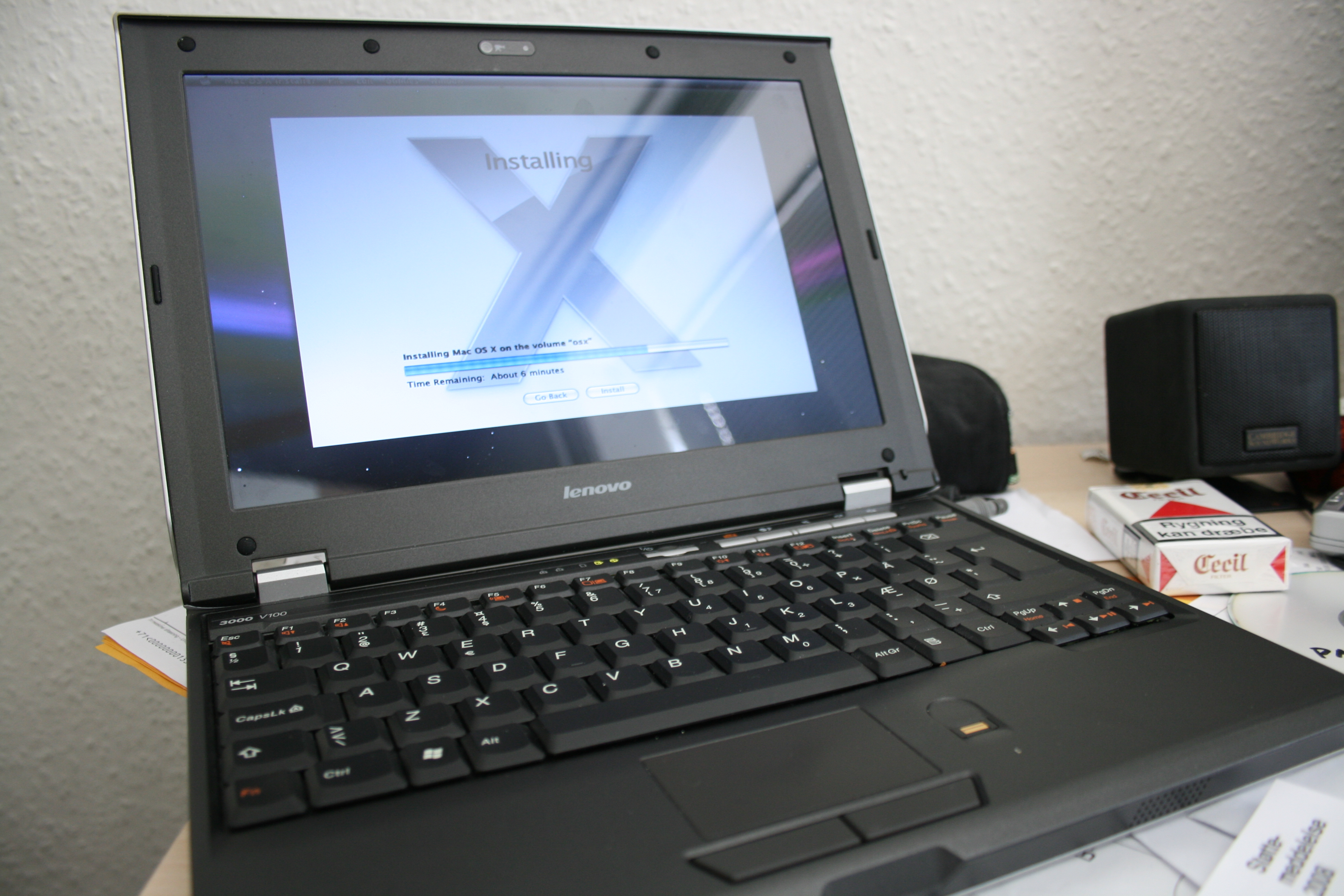
Un Lenovo 3000 Family Serie N durante l'installazione di Mac OS X Leopard

Per hackintosh si intende un progetto di hacking nato per installare un sistema operativo macOS in personal computer basati su architettura x86 e architettura x64 non prodotti da Apple.
Il neologismo è stato coniato dopo giugno 2005, quando al Worldwide Developers Conference Apple ha annunciato il passaggio dai processori PowerPC a quelli Intel rendendo pressoché nulla la differenza tra un personal computer Mac e uno IBM compatibile x86.

## Aspetti tecnici
La compatibilità tecnica tra i due sistemi non è totale, ma è comunque possibile modificare il firmware di un PC per permettere l'uso di macOS su PC.
Nell'ambito del suo sviluppo, tutte le versioni di macOS a partire dalla 10.0, sono state compilate e utilizzate su macchine con CPU Intel ma solo internamente ai laboratori Apple, senza distribuzione al pubblico.
Mac OS X per Intel è stato reso disponibile al pubblico solo a partire dalla versione Mac OS X Tiger 10.4.4, disponibile solo preinstallata sui computer dotati della nuova CPU e sui DVD non retail di accompagnamento. La versione 10.4.3 è stata resa disponibile solo mediante l'acquisto di un modello Macintosh denominato Developer Transition Kit (DTK), orientato principalmente agli sviluppatori per consentire l'adattamento delle applicazioni alla nuova piattaforma.
La commercializzazione di Mac OS X per Intel su DVD retail acquistabili separatamente è iniziata solo a partire dalla versione Mac OS X Leopard.
Tutti i Macintosh sono forniti di un chip che permette al sistema operativo di verificare se sta girando effettivamente su di un hardware Apple e di rifiutare l'esecuzione in caso contrario. Anche le applicazioni principali (come ad esempio il Finder) sono inoltre criptate in modo che sia impossibile la loro esecuzione su hardware non nativo.
Inoltre, Apple non mette a disposizione driver per un'ampia gamma di periferiche, limitandosi a supportare i dispositivi effettivamente inclusi nei Macintosh originali.
Infine il sistema operativo non è certificato, almeno a livello ufficiale, per l'impiego su processori e chipset Intel-equivalenti come per esempio AMD.
Tutto questo comporta che per ottenere effettivamente l'esecuzione dell'OS X su un computer non Apple e per evitare problemi di incompatibilità hardware, macOS richiede degli interventi a livello di codice o di firmware per fornire al kernel tramite emulazione EFI (vedere sotto) un'interazione con l'hardware simile a quella dei computer originali Apple.

### Prestazioni
Le prestazioni di un hackintosh, come quelle di qualsiasi computer, variano a seconda dei componenti hardware. I fattori che influenzano le prestazioni sono, classicamente, la quantità di memoria RAM e la sua frequenza, il processore, tenendo conto maggiormente del numero dei core, la sua frequenza e processo produttivo e la scheda video con la sua quantità di memoria, la frequenza della memoria e il clock del core, oltre a questo conta molto la velocità e il tipo di hard disk e se è IDE o SATA, se si usa un SSD o un HDD. Inoltre, data la particolare natura della combinazione hardware-software, è evidente che il sistema risulterà tanto più funzionale quanto più le sue caratteristiche (classe di processore, chipset, ...) si avvicinano a quelle di un Macintosh "originale".

### Emulazione EFI
Extensible Firmware Interface (EFI) definisce specificamente un'interfaccia software tra un sistema operativo e la piattaforma del firmware.
All'inizio di novembre del 2007, un gruppo di hacker ha sviluppato un metodo che consente l'emulazione di EFI utilizzando un bootloader modificato dell'ambiente Darwin. In termini pratici, questo fa in modo che un comune PC dotato di alcuni requisiti hardware minimi venga riconosciuto dal sistema operativo come se fosse una macchina prodotta da Apple, abilitando così tutte le funzionalità del sistema. Questo metodo non viola il Contratto di Licenza Finale Apple per la parte che vieta la modifica delle componenti non Open-Source del sistema operativo (queste parti infatti non vengono toccate), ma rimane illegale.
A partire da settembre 2008, è disponibile anche un prodotto commerciale, EFi-X, che si basa su un hardware aggiuntivo che consente di lanciare in modo nativo macOS X sui computer non Apple dotati di una serie di requisiti minimi. Anche la legalità di questo metodo è dubbia.
Distro
Le distro sono versioni modificate di Mac OS X utilizzate soprattutto sui PC non supportati dalle versioni ufficiali perché datati o non molto potenti.

## Tipi di processori supportati

### Intel
Il 10 gennaio 2006, Apple ha distribuito la versione 10.4.4 di macOS con la prima generazione di Mac basati su processori Intel: l'iMac e il MacBook Pro. Queste macchine usufruiscono di una piattaforma EFI invece dei classici BIOS utilizzati nelle schede madri ad architettura x86.
Il 14 febbraio 2006 fu pubblicato su internet un primo crack iniziale di macOS 10.4.4 a cui Apple rispose in brevissimo tempo con un aggiornamento di sistema alla versione 10.4.5, che tuttavia "resistette" ai tentativi di hacking per meno di due settimane. Iniziò così una serie di botta e risposta tra Apple e hacker, con la distribuzione di aggiornamenti di sistema che neutralizzavano i crack precedenti prima di essere craccati a loro volta.
A partire dalla versione 10.4.8, Apple iniziò a utilizzare il set di istruzioni SSE3 nei propri hardware, manovra che creò problemi ai possessori di CPU supportanti il set SSE2.

### AMD
I computer prodotti da Apple non utilizzano questi processori. Con l'uscita della versione 10.5 di macOS, furono realizzati dei crack in grado di operare anche su questo tipo di processore, nonché sui processori Intel con set di istruzioni SSE2 e SSE3. Questi crack però manifestano dei problemi, legati essenzialmente al fatto che Apple supporta quasi solo hardware basato su architetture Intel. L'unica eccezione è rappresentata dalle GPU, che nei Mac di ultima generazione (fascia alta) sono AMD e non Intel o Nvidia!

## Aspetti legali
La diffusione degli hackintosh, peraltro difficilmente quantificabile, è legata in particolare ai prezzi ritenuti più elevati dei computer Apple. Installare macOS su un PC, significherebbe quindi per molti un'alternativa conveniente a un computer Mac. Tuttavia, ciò costituisce una violazione del contratto di licenza e probabilmente anche della legislazione in materia di diritti d'autore. 
Inoltre ci sono svariate possibilità che il sistema operativo non funzioni correttamente.
Apple ha più volte dichiarato illegale la procedura d'installazione di un sistema operativo Mac su hardware terzo, anche per gli utenti in possesso della licenza e del resto tale divieto è esplicitamente riportato nella licenza EULA che accompagna ogni copia del sistema operativo.
Dal 3 novembre 2007 tuttavia Apple ha concesso l'uso di macOS Server 10.5 (Leopard Server), su macchine di produttori terzi purché esclusivamente tramite virtualizzazione e a condizione di possedere una licenza valida per il sistema operativo.

### Azioni legali intraprese da Apple

#### Apple contro OSX86
Apple ha intentato causa nei confronti del sito OSX86 che fornisce assistenza a coloro che hanno installato macOS su macchine non Apple. Nonostante l'accusa, i gestori di OSX86 sostengono che il materiale sul sito non è finalizzato a incoraggiare azioni di pirateria ma è stato pubblicato esclusivamente per scopi informativi e didattici e quindi legale in base a quanto stabilito dal Digital Millennium Copyright Act (DMCA).

#### Apple contro Psystar
A partire da aprile 2008, la compagnia Psystar ha iniziato la commercializzazione di computer non Apple dotati di sistema macOS preinstallato. Apple non ha mai autorizzato tale commercializzazione e ha proceduto a un'azione legale nei confronti di Psystar.
Nella fase preliminare della causa, il 13 novembre 2009 la corte dello Stato della California ha accolto le accuse di Apple, valutando non accettabili le contro-argomentazioni da parte di Psystar, riconoscendo quindi la violazione del copyright sia secondo il Copyright Act sia secondo la DMCA. In seguito a questa posizione della corte, Psystar, pur proseguendo la sua azione legale, ha patteggiato con Apple il pagamento di una cifra pari a 1,4 milioni di dollari a compenso della violazione del copyright più il rimborso delle spese legali per un totale di 2,7 milioni di dollari e ha ritirato dalla vendita i computer con macOS preinstallato.
Il 15 dicembre 2009 i giudici della California hanno emesso la sentenza finale che conclude che Psystar ha violato sia il Copyright Act sia il DMCA, ordinando l'immediata cessazione di produzione, commercializzazione e vendita sia di computer non Apple con OS X preinstallato sia la produzione, commercializzazione e vendita di qualsiasi altro dispositivo che consenta l'installazione di OS X su hardware non Apple.